# Montargis
Montargis é uma comuna francesa na região administrativa do Centro, no departamento Loiret. Estende-se por uma área de 4,46 km². Em 2010 a comuna tinha 15 325 habitantes (densidade: 3 436,1 hab./km²).368 hab/km².

## Tour de France

### Chegadas
- 2010 :